# Henri Ndinga
Henri Ndinga, född 11 februari 1961, är en friidrottare från Kongo-Brazzaville. Han deltog vid olympiska sommarspelen 1984 och olympiska sommarspelen 1988.